# Хошмензиль
Хошмензиль (гор.-евр. Хошмемзил) — упразднённое село в Дербентском районе Дагестана. В 1972 году включено в состав села Рубас.

## Географическое положение
Располагалось на левом берегу реки Рубас, вблизи места пересечения последней с федеральной трассой Кавказ. В настоящее время представляет собой восточную часть села Рубас

## Этимология
В переводе с тюркских языков «хош манзиль» означает хорошее место или приятное место.

## История
Одно из исторических мест проживания горских евреев на территории Дагестана. После окончательного присоединения Дагестана к России, аул Хош-Мензиль вошел в состав Уллуского магала Южно-Табасаранского наибства. А позже в Кюринский округ Дагестанской области. Еврейское население села Хошмензиль пополнилось в начале XX века за счет жителей села Молла-Халил. А в 1910-е годы выше по реке поселились украинские переселенцы из Полтавской губернии. Село было разорено в годы гражданской войны.
С окончательным установлением советской власти село вошло в состав вновь образованного Кулларского сельсовета Мишкюринского участка Кюринского округа, с 1921 года в составе Дербенткого района.
Уже в 1920 году в селе было организовано 3 сельскохозяйственной артели. В 1927 году центр Кулларского сельсовета был перенесен в село Хош-Мензиль, сельсовет соответственно был переименован в Хош-Мензильский. По данным на 1929 год село Хош-Мензиль состояло из 82 хозяйств, в административном отношении являлось центром Хош-Мензильского сельсовета Дербентского района (в сельсовет также входили села Аглоби и Куллар, хутора Гаджи-Ятаг и Хазаян, железнодорожные разъезды и казармы Араблинский). В 1930 году был организован колхоз имени III Интернационала, который в 1965 году был преобразован в совхоз «Путь Ленина». По всей видимости, в начале 1930-х годов от села обособилась часть населённая русскими и украинцами образовавшая хутор Рубас. По данным на 1939 год село являлось центром Хошмензильского сельсовета, в него также входил аул Аглоби, хутора III Интернационал и Рубас, станция Араблинская, кутаны Баятлар, Дербент-кала, Куллар, Музаим, Турпак-Кала и Хузаян, ферма Смидовича.
Начиная с 1930-х годов в село начинают переселяться азербайджанцы и табасаранцы из Табасаранского района, а горско-еврейское население в свою очередь стало покидать село и переселяться в Дербент. К 1950-м годам практически все горские евреи выехали из села.
В 1972 году село Хошмензиль было включено в состав разросшегося села Рубас.

## Население
| год     | 1886 | 1895 | 1926 | 1939 | 1970 |
| ------- | ---- | ---- | ---- | ---- | ---- |
| человек | 189  | 186  | 312  | 199  | 370  |

Национальный состав
По данным на 1886 год в селе проживали горские евреи (77 %) и татары (23 %). По переписи 1926 года в селе жили горские евреи (65 %), русские (23 %), украинцы (9 %) и тюрки (2 %).

## Известные жители
Долгие годы в селе проживала, герой социалистического труда, Гульбоор Шауловна Давыдова.